# (38017) 1998 KW67
1998 KW67 (asteroide 38017) é um asteroide da cintura principal. Possui uma excentricidade de 0.17478790 e uma inclinação de 15.43227º.
Este asteroide foi descoberto no dia 26 de maio de 1998 por LINEAR em Socorro.